# Keity Drennan
Keity Drennan Britton (sinh ngày 24 tháng 7 năm 1990) là một người mẫu và người đẹp trong cuộc thi sắc đẹp người Panama. Cô cũng là người đoạt giải Hoa hậu Quốc tế Panamá 2011 và danh hiệu Hoa hậu Panamá 2016. Cô cũng tham gia cuộc thi Hoa hậu Panamá 2011 và giành danh hiệu Virreina Panamá. Cô cũng là đại diện cho Panama tham dự cuộc thi Hoa hậu Hoàn vũ 2016, cuộc thi mà cô được xếp trong Top 13.

## Đầu đời
Drennan sinh ra ở thành phố Panama, Panama. Cha cô đến từ Hoa Kỳ và mẹ cô là một người Panama gốc Ấn Độ. Cô tốt nghiệp trung học tại trường Cao đẳng Mỹ ở thành phố Panama. Cô nói trong một tờ báo chí rằng cô đã đổi tên họ thành Drennan bởi vì người cha ruột của cô đã nhận ra cô.

## Sự nghiệp người mẫu
Sự nghiệp người mẫu của cô bắt đầu khi cô thắng cuộc thi "Chica Chico Modelo" năm 2008. Nó cho Drennan cơ hội làm việc cho Physical Modelos, cơ quan người mẩu chính thức của cô kể từ lúc này và đại diện cho Panamá tham gia cuộc thi Siêu mẫu Ford Thế giới 2008.
Cùng năm đó, Keity đại diện cho Panama tham gia cuộc thi Hoa hậu Teen Châu Mỹ và Caribe và chiến thắng với 3 giải: Hoa hậu Teen Ăn ảnh, Hoa hậu Tên Người mẫu và Á hậu 3.

## Các cuộc thi

### Hoa hậu Panamá 2011
Drennan cao 5 ft (1,77 m), và tranh tài trong cuộc thi sắc đẹp quốc gia Hoa hậu Panamá 2011, đoạt danh hiệu Virreina Panamá. Cô tham gia cuộc thi này với tư cách thí sinh đại diện cho bang Panamá Centro.

### Hoa hậu Quốc tế 2011
Cô đại diện cho Panama tham gia cuộc thi Hoa hậu Quốc tế 2011, được tổ chức tại Thành Đô, Trung Quốc vào ngày 6 tháng 11 năm 2011. Cô giành được danh hiệu Á hậu 4.

### Hoa hậu Panamá 2016
Drennan được chọn trong một buổi diễn vào ngày 26 tháng 4 năm 2016, với vai trò là Hoa hậu Panamá 2016 để đại diện cho Panama tham gia cuộc thi Hoa hậu Hoàn vũ 2016.

### Hoa hậu Hoàn vũ 2016
Drennan đại diện Panama tham gia cuộc thi Hoa hậu Hoàn vũ 2016 và cô ra về với thứ hạng trong Top 13.